# Lelkendorf
Lelkendorf ist eine Gemeinde im Osten des Landkreises Rostock in Mecklenburg-Vorpommern (Deutschland). Die Gemeinde wird vom Amt Mecklenburgische Schweiz mit Sitz in der nicht amtsangehörigen Stadt Teterow verwaltet.

## Geografie und Gemeindegliederung
Das Gemeindegebiet Lelkendorfs in der Mecklenburgischen Schweiz nordöstlich von Teterow ist durch eine kleine Endmoräne gekennzeichnet, die im Langen Berg 67 m über NN erreicht. Begrenzt wird dieses hügelige Gebiet vom Vurzbach im Norden und Osten sowie von der Peene im Süden und teilweise im Westen. Peene und Vurzbach bilden im Südosten die Grenze zum Landkreis Mecklenburgische Seenplatte. Ein Großteil der Gemarkung Lelkendorf liegt im Naturpark Mecklenburgische Schweiz und Kummerower See.
Umgeben wird Lelkendorf von den Nachbargemeinden Altkalen im Norden, Neukalen im Osten und Südosten, Alt Sührkow im Südwesten sowie Jördenstorf im Westen.
Zu Lelkendorf gehören die Ortsteile Groß Markow, Küsserow, Küsserow-Hof, Ludwigsdorf, Sarmstorf, Seeland und Sperlingshof.

## Geschichte
Bereits 1225 taucht der Ort Lelkendorf erstmals in einer Urkunde auf. Das Lehensgut Lelkendorf war von 1224 bis 1945 im Besitz der Familie von Levetzow. Das aus dem 13. Jahrhundert stammende Gutshaus brannten die Truppen von Wallenstein 1629 nieder. Das neue Gutshaus (Schloss) Lelkendorf, ein Putzbau der Renaissance, entstand bald nach 1629. 1898 erfolgte der Umbau im Tudorstil nach Plänen von Paul Schultze-Naumburg. Letzter Besitzer von Gut und Gutshaus war 1945 der Baron von Levetzow; seine Nachkommen erwarben zusammen mit anderen am Kauf Interessierten 1990 das Gutshaus. Der Architekt und Kaufmann Joachim von Levetzow (* 1943) baute Teile der Schlossanlage zu Eigentumswohnungen um und gründete 2003 den Verein Kultur pro Regio (u. a. mit einer Temporären Kunsthalle sowie mit Theateraufführungen).
Am 1. Januar 1951 wurden die bisher eigenständigen Gemeinden Groß Markow, Küsserow und Sarmstorf sowie der Ortsteil Klein Wüstenfelde der aufgelösten Gemeinde Gehmkendorf eingegliedert.
1993 wurde in Lelkendorf ein Tierpark mit vom Aussterben bedrohten Nutztieren eröffnet. Im Jahr 2024 wurde der Tierpark geschlossen.

## Sehenswürdigkeiten

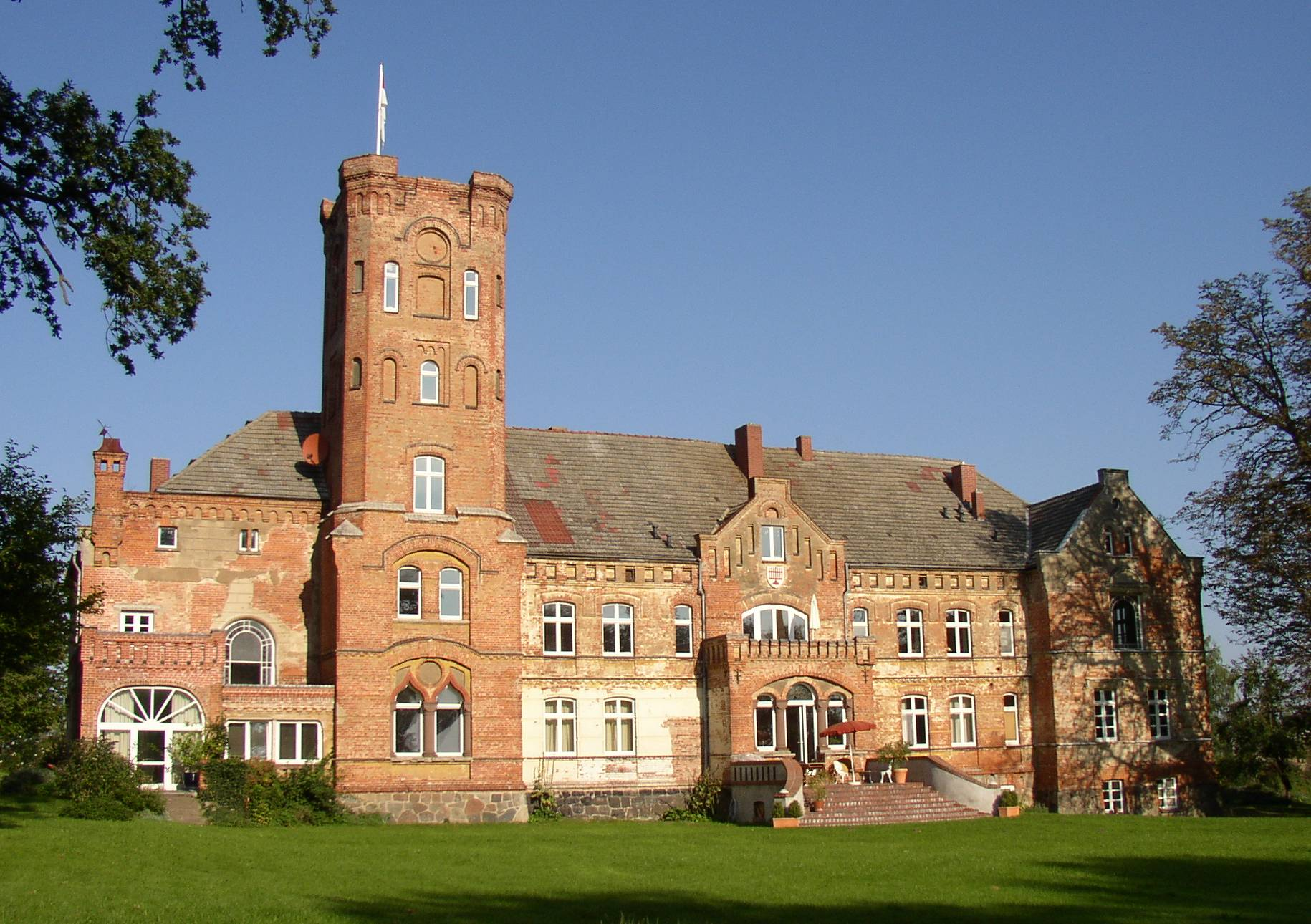
Gutshaus (Schloss) Lelkendorf

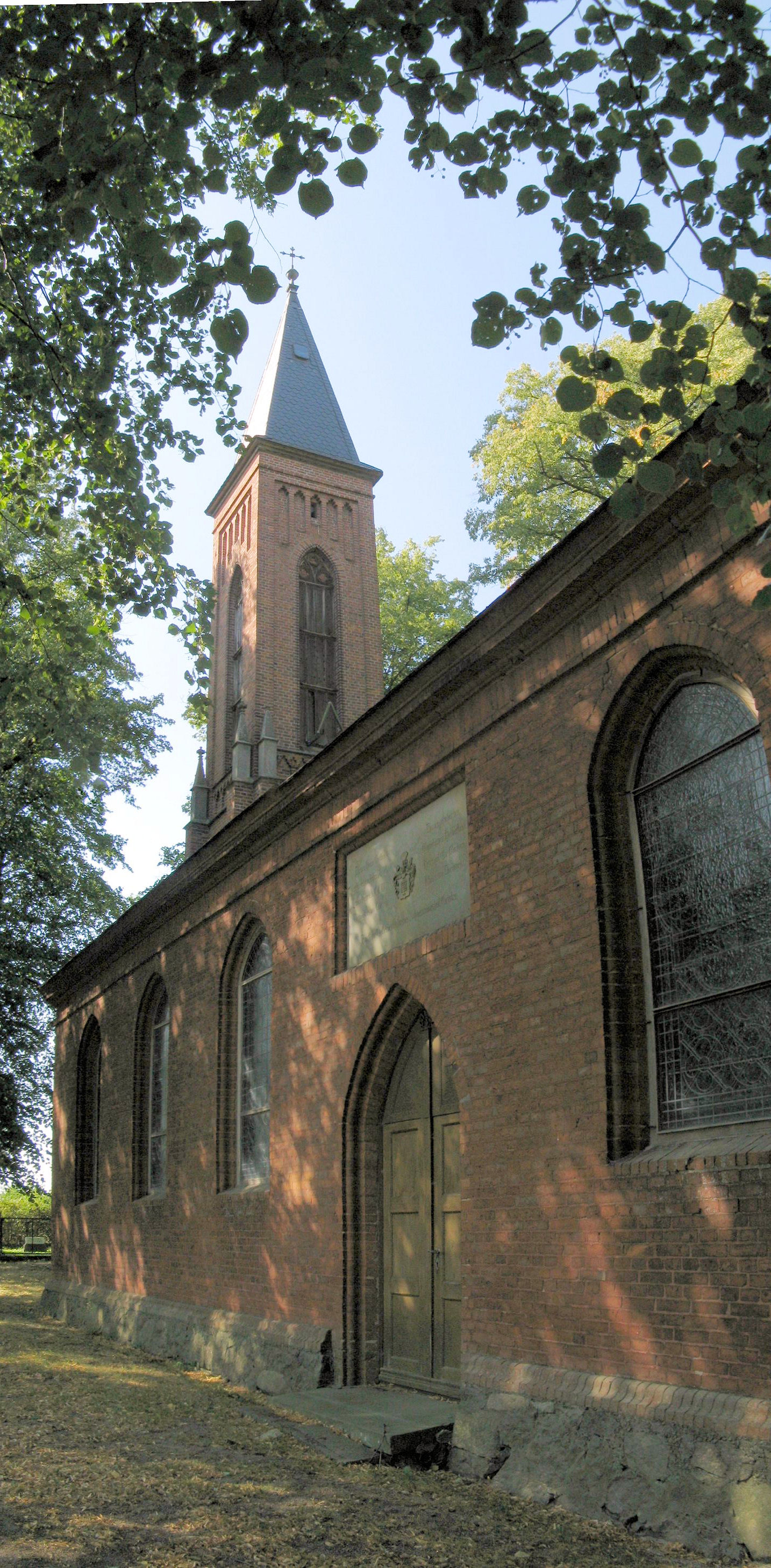
Kirche in Groß Markow

→ Siehe auch Liste der Baudenkmale in Lelkendorf
- Das erste Gutshaus (Schloss) Lelkendorf aus dem 13. Jahrhundert wurde im Dreißigjährigen Krieg 1629 von Wallensteins Söldnern zerstört. Danach wurde es im Renaissancestil wieder aufgebaut und erweitert. 1898 erfolgte nach Plänen des Architekten Paul Schultze-Naumburg ein Umbau im Stil der englischen Tudorgotik und es erhielt dabei den mächtigen Turm mit einer Aussichtsplattform.
- Der viergeschossige Backstein-Speicher auf der Gutsanlage Lelkendorf stammt von 1883. Er wurde in den 2000er Jahren saniert.
- Der Haustierpark Lelkendorf beherbergt ca. 500 Tiere aus 38 Haus- und Nutztierrassen, von denen einige akut vom Aussterben bedroht sind, wie z. B. Girgentana-Ziegen, Cachena-Rinder, Juan-Fernández-Ziegen, Rotbunte Husumer Schweine (auch bekannt als Husumer Protestschweine), chinesische Maskenschweine (Meishan), Englische Parkrinder, Exmoor-Ponys und Tadschiken-Ziegen.
- Heimatstube in der alten Schule des Ortes.
- Schnursteinquelle, deren Tiefenwasser geschätzt wird.
- Groß Markow war ebenfalls über Jahrhunderte im Besitz derer von Levetzow. Das bescheidene eingeschossige Gutshaus, ein mit einem Mansarddach versehener Putzbau, entstand 1829 im Stil des Klassizismus. Zur Gartenseite ist die Fassade durch einen halbrund hervortretenden Mittelrisalit aufgelockert worden. Die Wirtschaftsbauten des einstigen Gutshofes wurden nach 1945 zum größten Teil abgerissen. Das Gutshaus mit Parkanlage wird als Ferienhaus genutzt.
- Die neugotische Kirche Groß Markow wurde 1840 im Auftrag von Alexander von Levetzow (1786–1861), Domherr von Magdeburg und Halberstadt und Erbherr auf Groß Markow, Kläden und Darnewitz erbaut, der Westturm 1890 fertiggestellt. Auch die Glasmalereiausstattung aller Fenster erfolgte 1890 durch die Glasmalereianstalt Ferdinand Müller aus Quedlinburg im Auftrag der Familie von Levetzow. Das von einem Engel aus Marmor gehaltene Taufbecken ist nach einem Vorbild in der Frauenkirche (Dom) Kopenhagen  gefertigt worden.

## Verkehrsanbindung
Die Gemeinde liegt an der Verbindungsstraße von Teterow nach Neukalen, von der nahen Kleinstadt Neukalen führen Straßen nach Malchin und Demmin. Im 14 Kilometer entfernten Teterow befindet sich auch der nächstgelegene Bahnhof, nachdem die Bahnstrecke Malchin–Dargun, an der Lelkendorf lag, im Jahr 1996 stillgelegt wurde. Die Bahn wird seit 2002 als Draisinenstrecke genutzt.